# Нагакуте (Аичи)
Нагакуте (јап. 長久手市) град је у Јапану у префектури Аичи. 

## Географија
Нагакуте се налази у равници централног дела префектуре Аичи, а граничи са метрополом Нагоја на западу.

## Историја
Током периода Сенгоку је Битка за Комаки и Нагакуте одржана је у овој околини. Током периода Едо област данашње Нагакуте била део фундуса Овари власт. Нагакуте село је успостављено у оквиру префектуре Аичи 10. маја 1906. спајањем са засеоцима Нагакуте (другачије писало као јап. 長湫村, Камиго и Јазако. Нагакуте је унапређен у статус вароши 1. априла, 1971. Експо 2005 је био велики подстицај за локалну економију, и довело до изградње брзе железнице Линимо, комерцијални воз са линеарним мотором, да повеже подручје са Нагоја метрополом. Нагакуте је унапређен у статус града 4. јануара 2012. године.

### Суседне општине
- Нагоја (Моријама-ку, Меито-ку)
- Тојота
- Сето
- Нисшин
- Овариасахи

## Становништво
Према попису од маја 2015. године, град има око 57.764 становника и густину насељености од 2.680 становника на км². Укупна површина је 21,55 km².

## Градови побратими
- Ватерло, Белгија[1] од 8. октобра 1992. године.